# Tour des Flandres 1914
La 2e édition de la course cycliste, le Tour des Flandres a eu lieu le 22 mars 1914 et a été remportée par le Belge Marcel Buysse. 

## Classement final
|    | Coureur             | Pays     | Équipe                  |    | Temps            |
| -- | ------------------- | -------- | ----------------------- | -- | ---------------- |
| 1  | Marcel Buysse       | Belgique | Alcyon-Soly             | en | 10 h 20 min 00 s |
| 2  | Henri Van Lerberghe | Belgique | Liberator               | +  | 0 s              |
| 3  | Pierre Van De Velde | Belgique |                         |    | 0 s              |
| 4  | Aloïs Persyn        | Belgique |                         |    | 0 s              |
| 5  | Achiel Depauw       | Belgique |                         |    | 0 s              |
| 6  | August Dierickx     | Belgique |                         |    | 0 s              |
| 7  | Gustave Monseur     | Belgique | La Française-Hutchinson |    | 0 s              |
| 8  | Alfons Spiessens    | Belgique | J.B.Louvet-Continental  |    | 0 s              |
| 9  | Auguste Benoit      | Belgique | J.B.Louvet-Continental  |    | 2 min 0 s        |
| 10 | Julien Tuytten      | Belgique |                         |    | 8 min 0 s        |